# امون-ا-افروله
اَمُن-اِ-اِفرُلِه (به فرانسوی: Amont-et-Effreney) یک کمون در فرانسه است که در Canton of Faucogney-et-la-Mer واقع شده‌است.

## خصوصیات
امون-ا-افروله ۱۶٫۸۳ کیلومترمربع مساحت و ۱۸۸ نفر جمعیت دارد.